# 1. deild 1955
La 1. deild 1955 fu la 44ª edizione della massima serie del campionato di calcio islandese disputato tra il 12 giugno e l'11 settembre 1955 e conclusa con la vittoria del KR al suo quindicesimo titolo.
Capocannonieri del torneo furono Ríkharður Jónsson, Þórdur Jonsson e Þórdur Þórdarson con 7 reti.

## Formula
Le squadre partecipanti furono sei e si incontrarono in un turno di sola andata per un totale di cinque partite. A partire da questa stagione venne istituito il secondo livello calcistico della nazione e l'ultima classificata fu così retrocessa in 2. deild karla.

## Squadre partecipanti
| Club     | Città     | Posizione 1954     |
| -------- | --------- | ------------------ |
| Fram     | Reykjavík | 3°                 |
| KR       | Reykjavík | 2°                 |
| Valur    | Reykjavík | 4°                 |
| ÍA       | Akranes   | Campione d'Islanda |
| Víkingur | Reykjavík | 6°                 |
| Þróttur  | Reykjavík | 5°                 |

Tutti gli incontri si disputarono allo stadio Melavöllur, impianto situato nella capitale.

## Classifica finale
|                    | Pos. | Squadra  | Pt | G  | V | N | P | GF | GS | DR  |
| ------------------ | ---- | -------- | -- | -- | - | - | - | -- | -- | --- |
| Islanda (bandiera) | 1.   | KR       | 9  | 5  | 4 | 1 | 0 | 21 | 3  | +18 |
|                    | 2.   | ÍA       | 8  | 5  | 4 | 0 | 1 | 23 | 7  | +16 |
|                    | 3.   | Valur    | 6  | 5  | 2 | 2 | 1 | 13 | 6  | +7  |
|                    | 4.   | Víkingur | 4  | 5  | 2 | 0 | 3 | 9  | 20 | -11 |
|                    | 5    | Fram     | 3  | 5. | 1 | 1 | 3 | 6  | 11 | -5  |
|                    | 6.   | Þróttur  | 0  | 5  | 0 | 0 | 5 | 2  | 27 | -25 |

Legenda:
      Campione di Islanda
      Retrocessa in 2. deild karla
Note:
Due punti a vittoria, uno a pareggio, zero a sconfitta.

### Verdetti
- KR Campione d'Islanda 1955.
- Þróttur retrocesso in 2. deild karla.

## Classifica marcatori
| Gol |  |  | Giocatore            | Squadra |
| --- |  |  | -------------------- | ------- |
| 7   |  |  | Ríkharður Jónsson    | ÍA      |
| 7   |  |  | Þórdur Jonsson       | ÍA      |
| 7   |  |  | Þórdur Þórdarson     | ÍA      |
| 5   |  |  | Þórbjorn Fridriksson | KR      |